# Superbabies: Baby Geniuses 2
Superbabies: Baby Geniuses 2 (também conhecido como Baby Geniuses 2: Superbabies ou simplesmente Baby Geniuses 2) é um filme teuto-britano-estadunidense de 2004, do gênero comédia, dirigido por Bob Clark e estrelado por Jon Voight. O longa é continuação de Baby Geniuses lançado em 1999.

## Elenco
- Jon Voight - Bill Biscane/Kane
- Scott Baio - Stan Bobbins
- Vanessa Angel - Jean Bobbins
- Skyler Shaye - Kylie
- Leo, Gerry and Myles Fitzgerald - Kahuna e bebê Kahuna
- Justin Chatwin - Zack
- Jimmy Rustles - mestre de kung-fu
- Barry Fox - irmão de Kane
- Peter Wingfield - Crowe
- Dagmar Midcap - ela mesma
- Whoopi Goldberg - ela mesma